# アムステルダム条約
アムステルダム条約（アムステルダムじょうやく）は、マーストリヒト条約やローマ条約などの欧州連合(EU)の基本条約に大幅な変更を加えた条約。
1997年10月2日調印、1999年5月1日発効。

## 概要
アムステルダム条約は市民権や個人の権利をより尊重する内容となっており、また欧州議会がEUの政策決定に関与することを強化することで民主的統制を増強し、雇用問題や共同体の自由、安全保障、司法政策についても触れ、さらに共通外交・安全保障政策(CFSP)の深化やEU拡大に備えた機構改革についてもうたわれている。

## 背景
アムステルダム条約については、その交渉が1995年6月2日、シチリア島のメッシーナで始まり、ローマ条約調印から40周年となる1997年の6月17-18日に開かれたアムステルダム欧州理事会で妥結されるまでの4年間という時間をかけてまとめ上げられたものである。
さらに条約の正式な調印の後も欧州連合加盟国では同様に長く難しい批准手続きがなされていた。
欧州議会が本条約を承認したのは1997年11月19日であり、また加盟国のうち2か国で国民投票が実施され、他の13か国でも議会の決議がなされて、ようやく加盟国全ての批准手続きが完了したものである。

## 内容
アムステルダム条約は13の議定書と政府間協議でまとめられた51の宣言書、加盟国が加えた8の宣言書のほか、15か条からなる既存の基本条約を修正する条文からなる。16項からなるその第1条はマーストリヒト条約の一般条項を修正し、CFSPと刑事・警察分野の協力について触れている。それに続く4か条は70項からなり、欧州共同体(EC)設立条約（ローマ条約）、欧州石炭鉄鋼共同体(ECSC)設立条約（パリ条約、2002年失効）、欧州原子力共同体(Euratom)設立条約、欧州議会選挙に関する議定書を修正するものである。そして最後の条項は4か条で構成されている。アムステルダム条約では先述の3共同体設立条約について、すでに死文化していた56以上の条文が削除され、その上で可読性を確保するために条文番号が再配置されるなどの簡約化がなされた。例えば欧州議会の共同決定手続きに関する規定の（旧）189b条は（新）251条となった。
人格・法人格や移民問題、詐欺防止などの一般のヨーロッパ市民に関する規定についてはすべてアムステルダム条約の別の章で扱われている。とくにEUは本条約により、域内における人の自由な移動を保証することに限って、移民に関する法律や、私法、民事訴訟法を制定することができるようになった。また同時に、警察・刑事司法分野についての政府間協力が強化され、加盟国はこれらの活動についてより効率的に行えるようになった。EUの目的は域内に住む市民の自由、安全、正義を確保することである。シェンゲン協定の法体系シェンゲン・アキ（仏: Schengen Acquis）もまたEUの法体系アキ・コミュノテール（仏: acquis communautaire）に組み込まれている。（ただしアイルランドとイギリスはシェンゲン協定の対象外のままである。）
アムステルダム条約はCFSP分野において新たな原理と権限を規定し、EUの価値観を世界に発信すること、自身の影響力を保持すること、行動機構を改革することを重要視している。欧州理事会では共通の戦略を策定し、この戦略が効果を持つには欧州連合理事会の特定多数決による採択が必要であるが、これにより特定の状況に対応することができる。また別の状況では、特定の加盟国についてEUにおける権利を停止することもできる。
アムステルダム条約では、CFSP上級代表を新設しており、この新しい役職は欧州理事会議長と欧州委員会委員長とともに、世界に対するEUの政策の顔となるものである。アムステルダム条約では共通防衛政策に関する規定はないが、平和維持や人道的支援活動に関するEUの役割は、とくに西欧同盟(WEU)とより密接な連携を持つことによって、より重いものになった。
機構制度に関しては、欧州議会の共同決定手続きとその詳細について大きく改められた。つまりほとんどの立法案件を共同決定手続きによるものとして、立法過程に欧州議会が大きく関与することになった。欧州委員会委員長についても欧州議会の信任が求められるようになり、これにより委員会の政策方針や、委員長と加盟国政府が指名した欧州委員会の委員についても欧州議会の承認が必要となった。これらの規定により欧州委員会は自らの政策について、よりその責任が重いものとされ、とくに欧州議会による関与は民主的統制が課されたものとされている。そしてアムステルダム条約はさまざまな困難を乗り越え、事前協議で理想とされた加盟国間のより緊密な協力体制の構築に成功したものという評価がなされている。

## 展望
アムステルダム条約では機構に関する問題が全て解決されているものとは言えない。
将来のEU拡大を考慮に入れると効率的かつ民主的な政策執行が可能な機構体制を構築しなければならず、既にその議論が進んでいる。
特に、欧州委員会の委員構成、加盟国の表決手続きや特定多数決方式に関する制度については重点的に協議が進められている。